# Typhon Meranti
Le typhon Meranti, aussi connu aux Philippines sous le nom de typhon Ferdie, est l'un des cyclones tropicaux les plus puissants jamais enregistrés. Il a touché les îles Batanes aux Philippines, Taïwan ainsi que la province de Fujian en Chine populaire en septembre 2016.  Le typhon Meranti est plus puissant que le typhon Megi de 2010 en termes de pression centrale et plus puissant que Haiyan de 2013 en termes de force des vents soutenus (sans les rafales). Il est classé comme le plus puissant cyclone tropical de 2016. 

## Évolution météorologique
Le 8 septembre, le Joint Typhoon Warning Center (JTWC), un centre inter-armes de prévision des cyclones tropicaux commun à la marine américaine et l'armée de l'air américaine, émit son premier bulletin à propos d'une zone de convection atmosphérique se développant à environ 155 km à l'ouest de Guam dans l'ouest du Pacifique. D'après le JTWC, le système s'organisait graduellement en bandes de précipitations et s'intensifia rapidement. À 18 h UTC, l'agence météorologique du Japon (JMA), le centre météorologique régional responsable pour la prévision des cyclones tropicaux pour tout le Pacifique ouest, annonça que le système était devenu une dépression fermée. Le lendemain, le JTWC le nomma dépression tropicale 16W. À ce moment, le système se déplaçait en direction du nord-ouest à travers des zones de faible cisaillement des vents en altitude et sous la circulation combinée de deux crêtes barométriques (au nord et au sud-ouest). Les zones orageuses étaient encore discontinues mais bien alimentées par des températures anormalement élevées de la surface de la mer et par un flux d'air humide provenant du sud. 
À 6 h UTC le 10 septembre, la JMA annonça que la dépression devenait désormais une tempête tropicale nommée Meranti se déplaçant très lentement tout en s'intensifiant. Le cisaillement du vent en provenance du nord déplaça la convection profonde dans le quadrant sud du système, les bandes de précipitations et la couverture nuageuse centrale dense continuant d'évoluer avec une diminution du cisaillement des vents,.
Très tôt le 11 septembre, le déplacement était stable vers le nord-ouest sous l'influence de la crête au sud du système. À 6 h UTC, la tempête devint un typhon selon le JMA, ce qui fut confirmé un peu plus tard par le JTWC,. Très tôt, la structure du typhon continuait d'évoluer avec de plus en plus de flux d'air sortant en altitude. Un petit œil de 9 km de diamètre se développa, accompagné de grosses masses nuageuses en bandes spirale bien organisées, indiquant que le typhon Meranti s'intensifiait. Le 12 septembre à 6 UTC, le système fut reclassé Super typhon par la JTWC. Ses vents maximums soutenus sur une minute soufflaient alors à 240 km/h.
Six heures plus tard, la JTWC évalua que les vents soutenus était devenus de 285 km/h, ce qui est équivalent à un ouragan de catégorie 5 sur l'échelle de Saffir-Simpson, dans un environnement extrêmement favorable. L'œil du cyclone devenait même encore plus symétrique avec de la convection intense dans son mur. Le flux sortant d'un puissant anticyclone aida aussi le typhon Meranti à s'intensifier.  
La JMA évalua le pic de vents soutenus pendant 10 minutes à 220 km/h et la pression atmosphérique minimale fut de 890 hPa alors que l'estimation du JTWC des vents soutenus sur 1 minute fut de 305 km/h,. D'après la JMA, le  typhon Meranti s'est classé parmi les cyclones les plus intenses. En évaluant les vents de Meranti, la JTWC l'a classé comme le plus puissant cyclone tropical au monde en 2016, dépassant ainsi le Cyclone Winston (en) qui avait des vents de 285 km/h quand il toucha les îles Fidji en février 2016. 
Plus tard pendant la journée du 13 septembre, le typhon était arrivé sur les côtes de l'îlot d'Itbayat (83 km2) dans la province de Batanes aux Philippines alors qu'il était près de son pic d'intensité. Vers 3 h 5 locale le 15 septembre (19 h 5 UTC le 14 septembre), le typhon Meranti toucha les côtes du  district de Xiang'an (Xiamen, Chine), avec des vents soutenus pendant deux minutes de 173 km/h, le classant ainsi comme étant le typhon le plus puissant n'ayant jamais touché le Fujian.

## Impact

### Philippines

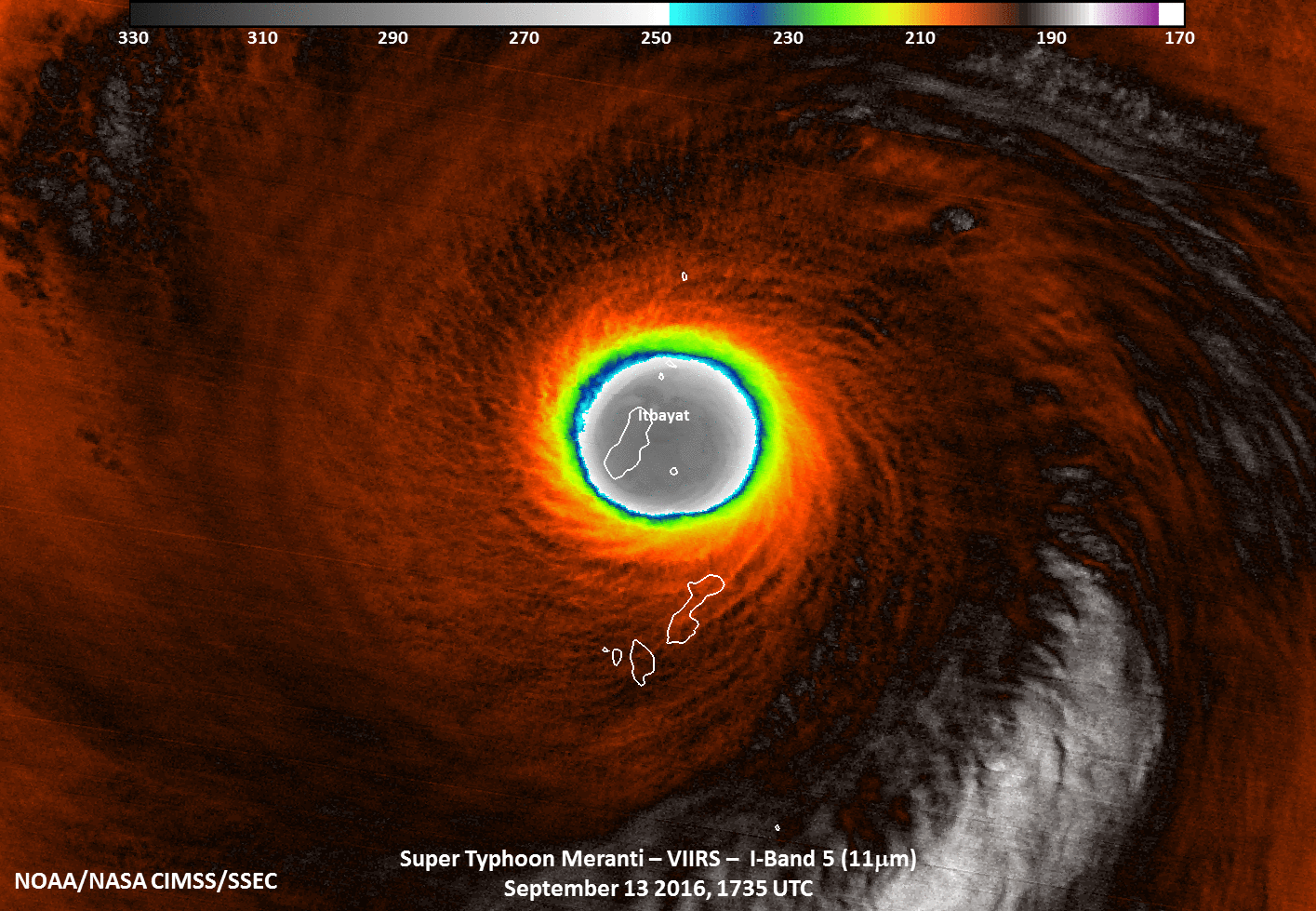
Photo infra-rouge prise par satellite météorologique du typhon Meranti au-dessus de l'île d'Itbayat le 13 septembre 2016.

Le typhon Meranti avait frappé sévèrement la province de Batanes (qui est la plus au nord des Philippines)  et principalement l'îlot d'Itbayat où le mur de l'œil passa à 17 h 35 UTC. Tous les moyens de  communications furent coupés le 14 septembre. D'après les SMS reçus par les familles des résidents de l'île, leurs maisons en pierre tremblaient alors que le typhon traversait l'île. Des estimations datant du 17 septembre indiquent que 292 maisons furent détruites et 932 furent endommagées à travers les îles Batanes. Le total des dégâts s'élève à approximativement 65,9 millions ₱ (1,37 million $US). Plus de 10 000 personnes furent touchées par la tempête, les laissant sans eau potable. L'état d'urgence fut déclaré pour cette province le 15 septembre. Les services de secours envoyés par le gouvernement le 18 septembre n'ont signalé aucun blessé.

### Taïwan
Au moins deux personnes ont été tuées à Taiwan. Au moins un million de foyers furent privés d'électricité  et 720 000 furent privés d'eau. Les dégâts faits aux exploitations agricoles excèdent 3,15 millions de dollars. Un petit phare dans le comté de Taitung a été détruit et la mer agitée détacha au moins 10 navires dans le port de Kaohsiung.

### Chine populaire
Meranti causa des dégâts considérables à travers les provinces de Fujian et de Zhejiang. Au Fujian, 18 personnes sont mortes et 11 ont été portées disparues. La force des vents du typhon et la crue soudaine causèrent d'énormes dégâts évalués à plus de 16,9 milliards ¥ (2,6 milliards de dollars). Les villes de Xiamen, Quanzhou et de Zhangzhou furent paralysées après le passage du typhon. La crue dans le xian de Yongchun détruisit un pont vieux de 871 ans et classé monument historique. Les inondations à Zhejiang firent 10 victimes et 4 disparus. Au moins 902 foyers furent détruits et 1,5 million de personnes furent touchées dans cette province.